# Tropidophorus assamensis
Tropidophorus assamensis — вид сцинкоподібних ящірок родини сцинкових (Scincidae). Мешкає в Індії і Бангладеш.

## Поширення і екологія
Tropidophorus assamensis мешкають в штатах Ассам і Мізорам у Північно-Східній Індії, зокрема в заповідниках Бараїл і Дампа, а також в регіоні Сілет та в Читтагонгських горах на сході Бангладеш, зокрема в Національному парку Хадім-Нагар і в заповіднику Сангу-Матамухарі. Вони живуть у вічнозелених тропічних лісах, на берегах струмків, серед скель і валунів, порослих мохом. Зустрічаються на висоті понад 550 м над рівнем моря.

## Збереження
МСОП класифікує цей вид як вразливий. Tropidophorus assamensis загрожує знищення природного середовища.